# Прато дел Гјачо (Рим)
Прато дел Гјачо је насеље у Италији у округу Рим, региону Лацио.
Према процени из 2011. у насељу је живело 21 становника. Насеље се налази на надморској висини од 270 м.